# Гоце Христов
Георги "Гоце" Христов (Битољ, 30. јануар 1976) бивши је македонски фудбалер.

## Клупска каријера
Христов је рођен у Битољу, почео је каријеру у млађим категоријама Пелистера, пре него што је прешао у редове Партизана 1994. године. Провео је следеће три сезоне са црно-белима, победивши два пута у првенству 1996. и 1997. године. У јуну 1997. године Христов је прешао у енглески клуб Барнсли за 1,5 милиона фунти. Постигао је четири лигашка гола у првој сезони. У наредне две године Христов је пропустио доста утакмица због повреде колена, пре него што је напустио клуб 2000. године. Након тога се придружио холандском клубу НЕЦ Најмеген. Затим је променио већи број клубова у Израелу, Мађарској и Азербејџану. Повукао се из фудбала 2009. године.

## Репрезентативна каријера
Христов је играо 48 пута за Македонију, постигао је гол на свом дебију од 2:2 против Јерменије 10. маја 1995. Дао је укупно 16 голова за репрезентацију, а то га чини другим стрелцем у историји македонске репрезентације, испред њега је само Горан Пандев.

## Трофеји
Партизан
- Првенство СР Југославије: 1996, 1997.